# فردگرایی زمخت
فردگرایی زمخت (انگلیسی: Rugged individualism) عبارتی است که رئیس جمهور ایالات متحده آمریکا هربرت هوور در دوران رکود بزرگ از آن استفاده می‌کرد و به این معناست که حکومت نباید در اقتصاد دخالت کند و مسئولیت فقر یا معیشت افراد باید بر عهده خودشان باشد. این مفهوم با فلسفه داروینیسم اجتماعی رابطه نزدیکی دارد. هوور اعتقاد داشت که رساندن کمک‌های انسان دوستانه به افراد باعث می‌شود که «قوهٔ ابتکار و تهور ملت آمریکا» آسیب ببیند. پس از جنگ جهانی اول، فردگرایی زمخت برای محافظه‌کارانی که از بوروکراسی ایجاد شده توسط سیاست‌های دولت وودرو ویلسون شاکی بودند جذابیت داشت.
پس از شروع رکود بزرگ، هوور اصرار داشت که بازار آزاد خودبه‌خود مشکلات اقتصادی را حل خواهد کرد.